# Cluse

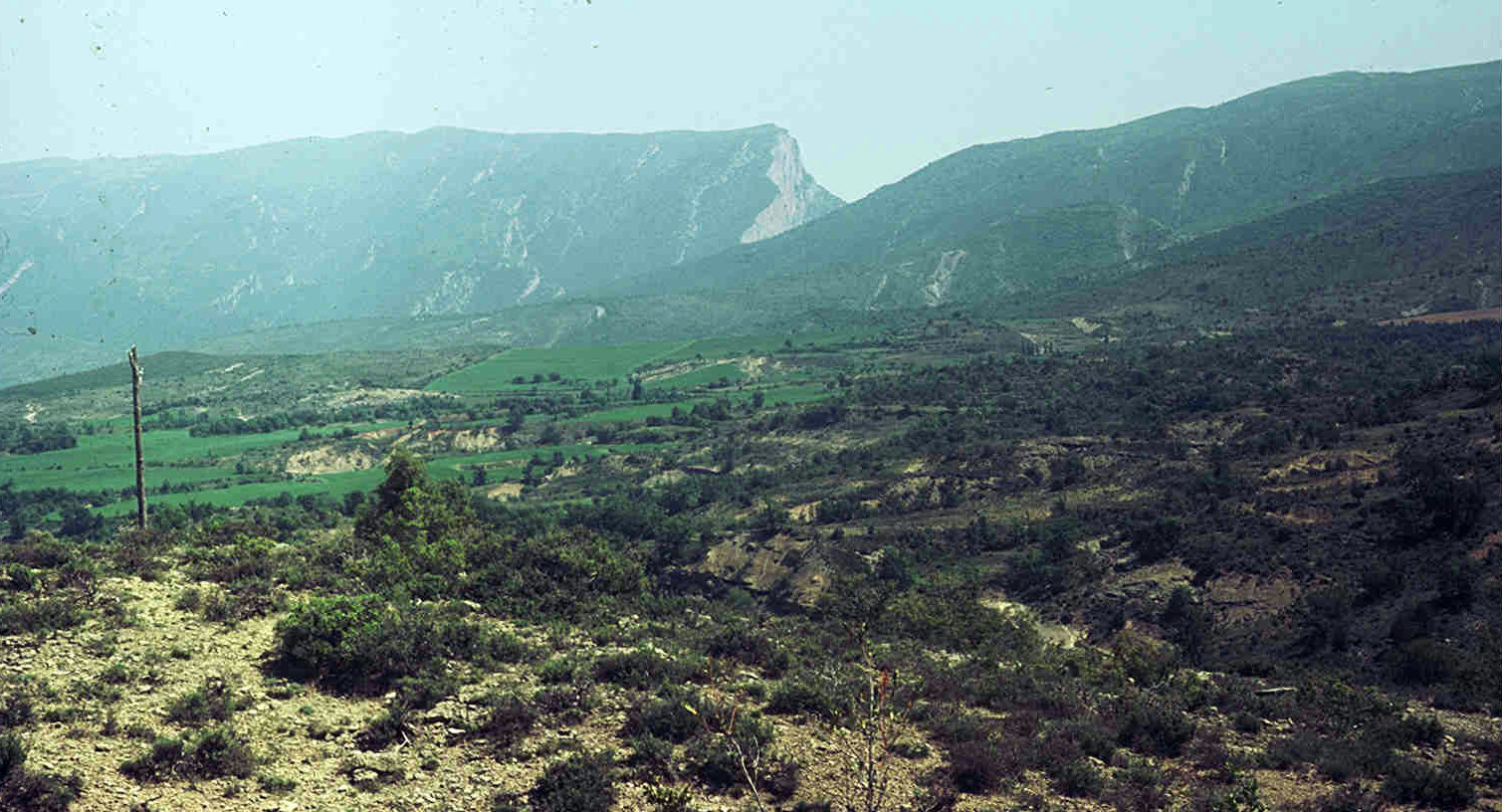
El río Noguera Pallaresa corta la sierra del Montsec aguas arriba de su confluencia con el Segre, formando lo que se denomina en geomorfología y geología una cluse viva, que forma en este caso un cañón o desfiladero.

En geomorfología y geografía física, un cluse, clis (del francés cluse /klyz/), o pongo (del quechua punku "puerta"), es un valle transversal a una alineación montañosa de estructura anticlinal, causado por la incisión fluvial al descender su nivel de base.

## Descripción

Esquema de las diferentes formas del relieve jurásico, en el que se ve una cluse (el diagrama está rotulado en francés).

Es un fenómeno bastante frecuente que muestra la dinámica fluvial en terrenos sedimentarios. Básicamente, se presenta en áreas de relieves jurásicos o apalachanos cuando la dirección de los ríos es perpendicular a la dirección de los estratos subyacentes en una meseta, altiplano, macizo o en los flancos de una cordillera: al descender el nivel de base del río, este va cortando el estrato más duro o resistente a la misma velocidad que los más débiles ya que la dirección original de un río se mantiene a medida que sus aguas van profundizando el cauce (río antecedente), de la misma forma que sucede en los meandros encajados, en los que los meandros superficiales que se formaron por lo escaso de las pendientes se fueron manteniendo con el tiempo al profundizarse en el relieve. 
Su traducción al español sería la de brecha, congosto o abra, siendo este último término más preciso. Los canales de desagüe de muchos torrentes de montaña, suelen formar cluses. A su vez, las filas montañosas en un relieve apalachano suelen estar formadas por estratos de rocas más duras cuando la erosión los modela como lo que se denomina en geología o geomorfología, un relieve de cuestas. Constituye una de las formas menores del relieve terrestre.

## Cluse viva

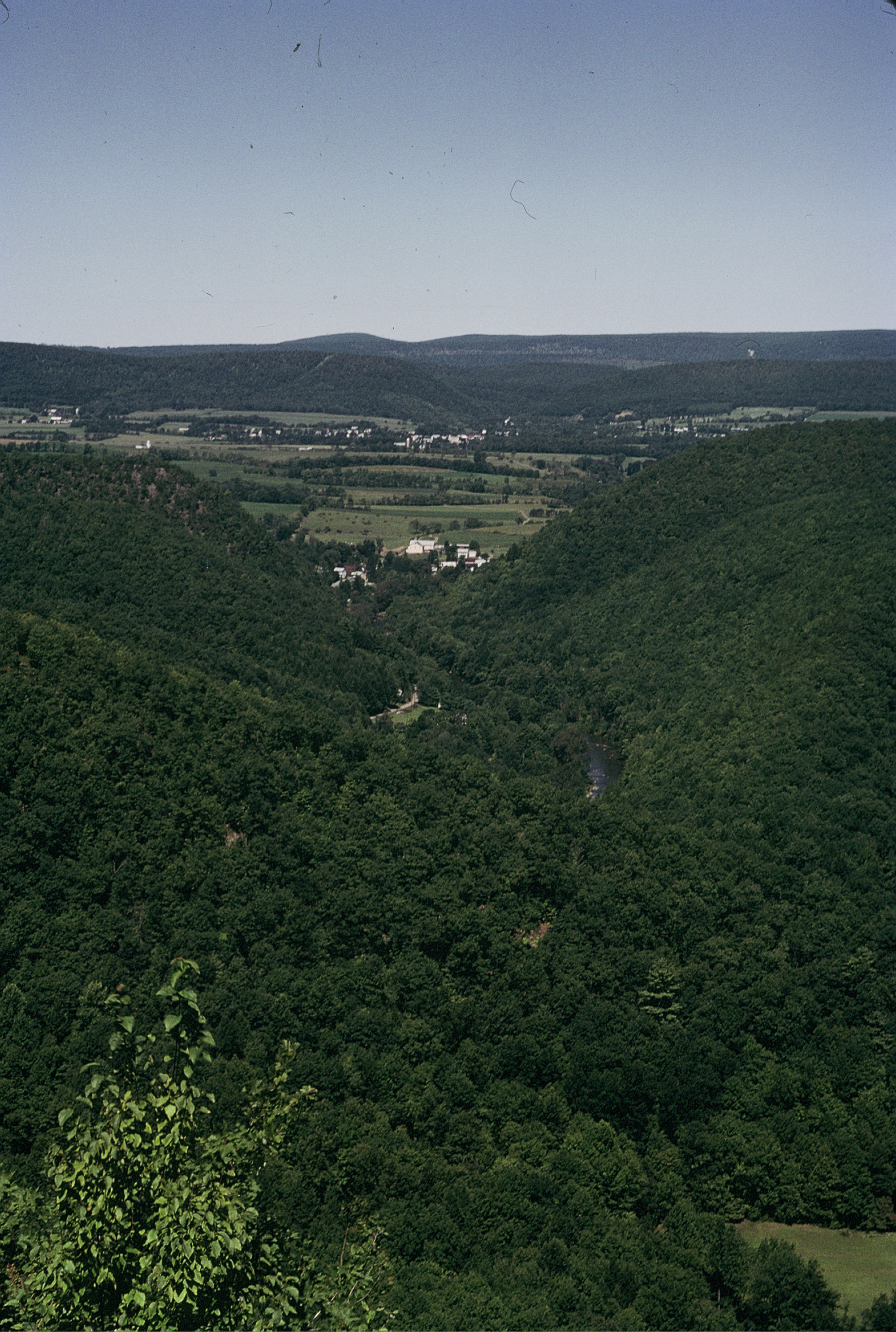
Cluse viva abierta por un río en la región central de Pensilvania. Puede verse otra abertura en la fila montañosa ubicada al fondo de la imagen, que también ha sido abierta por el mismo río que se ve en primer término.

Corresponde a la expresión inglesa water gap y es el abra transversal en una fila montañosa abierta por una corriente de agua que todavía existe. Entre muchos otros casos, puede citarse el ejemplo del río Noguera Pallaresa, antes de unirse al río Segre, aguas arriba de Balaguer, cuando corta un relieve calizo orientado de este a oeste (sierra del Montsec) que forma parte de las rocas sedimentarias del Mesozoico que fueron levantadas por la orogenia pirenaica del Terciario o Cenozoico. Como resulta obvio, las aguas que bajaban desde los Pirineos se vieron forzadas a ir cortando de norte a sur a esas filas montañosas paralelas a los propios Pirineos, formando una serie de desfiladeros o cañones de gran potencial hidroeléctrico.

## Cluse muerta
Es el caso de un desfiladero abierto por un río cuyas aguas han desaparecido, bien sea por un desvío o captura del mismo o por un cambio climático que haya dejado a la cuenca del mismo sin agua. Numerosos ejemplos en regiones de clima árido podrían enumerarse en este sentido, como sucede en el acceso a la ciudad de Petra (Jordania) con el desfiladero del Siq o en muchas partes del Sahara. Se denomina, en francés, cluse morte y, en inglés, wind gap.

## Relieve apalachano
Una parte de los relieves apalachanos ubicados al oeste del Estado de Pensilvania  (Estados Unidos) sirve de ejemplos de las formas geomorfológicas originadas con el trabajo de erosión de los ríos sobre montañas erosionadas con unos alineamientos oblicuos con relación a la dirección de los ríos, lo cual significa que se presentan todo tipo de formas de relieve invertido. Se trata del río Susquehanna y sus afluentes que van cortando los plegamientos de los Apalaches que siguen una dirección del Noreste al Suroeste. 